# Google Tradutor
Google Tradutor é um serviço virtual gratuito da subsidiaria Google da Alphabet Inc. de tradução instantânea de textos e websites. A empresa introduziu o software em 2006, inicialmente suportando apenas os idiomas inglês e árabe. Quatro anos depois, em 2010, foi lançado um aplicativo para o sistema operacional Android e, em 2011, para o iOS. O serviço é compatível com 243 idiomas diferentes.
Lançado em abril de 2006 como um serviço de tradução automática estatística, ele usava documentos e transcrições das Nações Unidas e do Parlamento Europeu para coletar dados linguísticos. Em vez de traduzir os idiomas diretamente, ele primeiro traduz o texto para o inglês e depois gira para o idioma de destino na maioria das combinações de idiomas que coloca em sua grade, com algumas exceções, incluindo catalão-espanhol. Durante uma tradução, ele procura padrões em milhões de documentos para ajudar a decidir quais palavras escolher e como organizá-las no idioma de destino. Sua precisão, que foi criticada e ridicularizada em várias ocasiões, foi medida para variar muito entre os idiomas. Em novembro de 2016, o Google anunciou que o Google Tradutor mudaria para um mecanismo de tradução automática neural – Google Neural Machine Translation (GNMT) – que traduz "frases inteiras de uma vez, em vez de apenas parte por parte. Ele usa esse contexto mais amplo para ajudá-lo descobrir a tradução mais relevante, que então reorganiza e ajusta para ser mais como um humano falando com gramática adequada". Originalmente ativado apenas para alguns idiomas em 2016, o GNMT agora é usado em todos os 133 idiomas da lista do Google Tradutor em maio de 2022.

## Idiomas disponíveis
- Abcázio
- Achém
- Acholi
- Afar
- Africâner
- Aimará
- Albanês
- Alemão
- Alur
- Amárico
- Andebele meridional
- Árabe
- Armênio
- Assamês
- Ávaro
- Awadhi
- Axante
- Azeri
- Balinês
- Balúchi
- Bambara
- Basco
- Basquir
- Batak Karo
- Batak Simalungun
- Batak Toba
- Baúle
- Bemba
- Bengali
- Betawi
- Bicolano Central
- Bielorruso
- Birmanês
- Boiapuri
- Bósnio
- Bretão
- Búlgaro
- Buriato
- Butanês
- Canarês
- Cantonês
- Canúri
- Catalão
- Cazaque
- Cebuano
- Chamorro
- Checheno
- Checo
- Chinês (simplificado)
- Chinês (tradicional)
- Chuquês
- Chuvache
- Cingalês
- Cómi
- Concani
- Coreano
- Corso
- Crioulo haitiano
- Crioulo mauriciano
- Crioulo seichelês
- Croata
- Curdo (Setentrional)
- Curdo (Sorâni)
- Dari
- Dinamarquês
- Dinca
- Diúla
- Diveí
- Dogri
- Eslovaco
- Esloveno
- Espanhol
- Esperanto
- Estoniano
- Feroês
- Fijiano
- Filipino
- Finlandês
- Fon
- Francês (Canadá)
- Francês (França)
- Frísio
- Friulano
- Fula
- Ga
- Gaélico escocês
- Galego
- Galês
- Georgiano
- Grego
- Groenlandês ocidental
- Guarani
- Guzerate
- Hakha chin
- Hauçá
- Havaiano
- Hebraico
- Hiligaynon
- Hindi
- Hmong
- Húngaro
- Hunsriqueano rio-grandense
- Iacuta
- Iban
- Ibo
- Iídiche
- Ilocano
- Indonésio
- Inglês
- Inuíte (Latino)
- Inuíte (Silabário)
- Iorubá
- Irlandês
- Islandês
- Italiano
- Iucateque
- Javanês
- Japonês
- Jeje
- Jingpho
- Khasi
- Kituba
- Kokborok
- Krio
- Laociano
- Lapônico setentrional
- Lategálio
- Latim
- Letão
- Lígure
- Limburguês
- Lingala
- Lituano
- Lombardo
- Luba
- Luganda
- Luo
- Luxemburguês
- Macedônio
- Madurês
- Maitili
- Makassarês
- Malaiala
- Malásio
- Malásio (Jawi)
- Malgaxe
- Maltês
- Mam
- Manês
- Manipuri
- Maori
- Marata
- Mari das campinas
- Marshallês
- Marwari
- Minangkabau
- Mizo
- Mongol
- Nahuatl de Huasteca Oriental
- Neerlandês
- Nepali
- Neuari
- Nianja
- Norueguês (Bokmål)
- Nuer
- N'Ko
- Occitano
- Oriá
- Oromo
- Osseto
- Pampanga
- Pangasinês
- Panjabi (Gurmukhi)
- Panjabi (Shahmukhi)
- Papiamento
- Pastó
- Patoá jamaicano
- Persa
- Polaco
- Português (Brasil)
- Português (Portugal)
- Quemer
- Queqchi
- Quíchua
- Quicongo
- Quiniaruanda
- Quirguiz
- Romani
- Romeno
- Rukiga
- Rundi
- Russo
- Samoano
- Sango
- Sânscrito
- Santali (Latino)
- Santali (Ol Chiki)
- Sepedi
- Sérvio
- Sesoto
- Siciliano
- Silesiano
- Sindi
- Somali
- Sosso
- Suaíli
- Suázi
- Sueco
- Sundanês
- Tailandês
- Taitiano
- Tajique
- Tamazigue
- Tamazigue (Tifinagh)
- Tâmil
- Tártaro
- Tártaro da Crimeia (Cirílico)
- Tártaro da Crimeia (Latino)
- Telugo
- Tétum
- Tibetano
- Tigrínia
- Tive
- Tok Pisin
- Tonga
- Tonganês
- Tsonga
- Tsuana
- Túlu
- Tumbuka
- Turco
- Turcomeno
- Tuvano
- Ucraniano
- Udmurte
- Uigur
- Uolofe
- Urdu
- Usbeque
- Venda
- Vêneto
- Vietnamita
- Waray-waray
- Xã
- Xindau
- Xona
- Xossa
- Zapoteca
- Zulu